# Limas
Limas é uma comuna francesa na região administrativa de Auvérnia-Ródano-Alpes, no departamento de Ródano. Estende-se por uma área de 5,52 km². Em 2010 a comuna tinha 4 941 habitantes (densidade: 895,1 hab./km²).